# Tisens (Kastelruth)
Tisens ([tiˈsɛns]; italienisch Tisana) ist eine Fraktion der Marktgemeinde Kastelruth in Südtirol.

## Lage
Tisens befindet sich im Schlerngebiet, einer erhöht im unteren Eisacktal liegenden Mittelgebirgslandschaft. Das rund 180 Einwohner zählende Dorf liegt auf einer Höhe von etwa 930 m s.l.m. Es dehnt sich auf den Wiesen eines nach Süden ausgerichteten Hangs aus.

## Geschichte
Der Name der Siedlung findet sich das erste Mal auf einer Lehnseröffnung von Bischof Heinrich von Taufers aus dem Jahre 1228, bei der als Zeuge auch ein Otto de Tisennes genannt ist. Herkunft und Bedeutung liegen im Dunkeln, aber es liegt wohl die vorrömische Endung -enna vor. Der Ortsname ist nicht direkt mit Tisens im Etschtal oder Tösens in Nordtirol verwandt, denn er wird auf der zweiten Silbe betont.